# Monopterus
Monopterus é um género de peixe da família Synbranchidae.
Este género contém as seguintes espécies:
- Monopterus albus
- Monopterus boueti
- Monopterus cuchia
- Monopterus desilvai
- Monopterus digressus
- Monopterus eapeni
- Monopterus fossorius
- Monopterus hodgarti
- Monopterus indicus
- Monopterus roseni